# Европейская библиотека
Европейская библиотека (англ. The European Library, сокр. TEL) — интернет-портал, открывающий доступ к ресурсам 48 национальных библиотек Европы и многих исследовательских библиотек. Портал даёт возможность поиска как библиографических записей, так и цифровых объектов (доступ к которым, за некоторыми исключениями, бесплатный). Крупнейшие библиотеки стран, входящих в Совет Европы, предоставляют через портал доступ к своим ресурсам: электронным каталогам библиотек, в также к полным текстам документов, аудиозаписям. На портале доступно более 200 миллионов записей, включая 24 миллиона страниц текстового контента и более чем 7 миллионов оцифрованных объектов. Тридцать пять разных языков доступны для поиска контента.
С 2011 года Европейская библиотека руководит проектом «Библиотеки Европеаны» (Europeana Libraries), который сделал доступными более 5 миллионов объектов из 19 научных библиотек. Эти научные библиотеки также станут партнёрами Европейской библиотеки. Проект прекратил деятельность 31 декабря 2016 года, предполагается что будут найдены другие способы совместной работы европейских библиотек.

## История
Европейская библиотека организовалась из многих проектов, осуществлённых ранее. Точкой отсчёта в истории TEL считается 1997 год, когда в рамках проекта GABRIEL (Gateway and Bridge to Europe’s National Libraries, «Врата и мост в европейские национальные библиотеки») был создан единый портал европейских национальных библиотек. Портал предоставил информацию о собраниях каждой из библиотек и доступ к их каталогам.
| «                               | Европейская библиотека создана открывать мир знаний, информацию и культурные сокровища всех библиотек Европы. | » |
| — Миссия Европейской библиотеки | |   |

GABRIEL был продолжен проектом TEL, в ходе реализации которого (с 2001 по 2004 год) была создана сеть распределённого доступа к ресурсам основных национальных библиотек Европы и других европейских собраний, куда поступает обязательный экземпляр. Проект частично финансируется пятой рамочной программой Европейского союза. В нём принимают участие библиотеки Финляндии, Германии, Италии (Флоренция, Рим), Нидерландов, Португалии, Словении, Швейцарии и Великобритании.
Всё это поспособствовало открытию портала TheEuropeanLibrary.org 17 марта 2005 года. В период с 2005 по 2007 год проект TEL-ME-MOR (Modular Extension for Mediating online Resources) подключил к работе в качестве официальных партнеров Европейской библиотеки ещё 10 национальных библиотек из стран, недавно вошедших в Европейский союз. К началу 2008 года к нему присоединились ещё девять национальных библиотек и Европейская ассоциация свободной торговли. Следующим большим шагом в развитии Европейской библиотеки стал проект EDL (European digital library), благодаря которому национальные библиотеки продолжили присоединяться к ней. Проект предусматривал создание многоязычной системы, Европейского регистра метаданных. В рамках проекта составлен долгосрочный план оцифровки материалов в национальных библиотеках.
| Год вступления | Национальные библиотеки |
| -------------- | --- |
| 2005           | Нидерланды, Швейцария, Великобритания, Франция, Германия, Португалия, Италия (Флоренция), Италия (Рим)                                                     |
| 2006           | Мальта, Кипр, Чехия, Венгрия, Латвия, Литва, Словения, Эстония, Польша, Словакия, Австрия, Сербия, Хорватия, Дания                                         |
| 2007           | Бельгия, Греция, Исландия, Ирландия, Лихтенштейн, Люксембург, Норвегия, Испания, Швеция, Россия (Москва)                                                   |
| 2008           | Албания, Азербайджан, Армения, Босния и Герцеговина, Болгария, Македония, Грузия, Молдавия, Черногория, Румыния, Турция, Россия (Санкт-Петербург), Украина |
| *              | Республика Сан-Марино, Ватикан (коллекции недоступны для поиска)                                                                                           |
| 2011           | Уэльс |

## Европейская библиотека и Европеана
Европейская библиотека взяла ответственность за организацию и поддержку, необходимую для запуска проекта Europeana (европейская цифровая библиотека) — инициативы Европейского союза, направленной на сбор цифровых объектов из библиотек, музеев и архивов, доступных на веб-сайте Europeana. Когда Европейский парламент одобрил основание Europeana, Конференция Европейских Национальных Библиотекарей(CENL), при поддержке Национальной библиотеки Нидерландов, утвердила проект.
В настоящее время Europeana является самостоятельным проектом, но продолжает тесно сотрудничать с Европейской библиотекой, которая предоставляет Europeana доступ к цифровым коллекциям национальных библиотек. По данным на январь 2011 года, Европейская библиотека является крупнейшим поставщиком данных в Europeana, уже обогатившая проект на 1.2.млн объектов. Некоторые кадровые и технические ресурсы используются как в работе Europeana, так и в Европейской библиотеке.
В июле 2012, Европейская библиотека была вторым по размеру поставщиком контента для Europeana, так как она предоставила 3.45 миллиона позиций в базу Europeana.

## Виртуальные выставки
Кроме доступа через поисковый аппарат, Европейская библиотека организует виртуальные выставки материалов из национальных библиотек Европы. На выставках географически разрозненные предметы объединяются в единые массивы, предоставляя различные темы и предметные области.
- «Прочтение Европы» (Reading Europe)[8]: Около 1,000 книг, отобранных национальными библиотеками, в большинстве случаев полные тексты с сопроводительными комментариями.
- «Дорогами цыган» (A Roma Journey)[9] : Тексты, фотографии и записи народных песен, демонстрирующих культурное наследие цыган в Европе.
- «Войны Наполеона» (Napoleonic Wars)[10]: коллекция портретов, военных карт, карт городов, писем, книг и других материалов, имеющих отношение к Наполеоновским войнам.
- «Сокровища национальных библиотек Европы» (Treasures of Europe’s National Libraries)[11]: Собрание наиболее ценных материалов, отобранных европейскими национальными библиотеками из своих фондов.
- «Здания национальных библиотек» (National Library Buildings)[12]: Изображения национальных библиотек, являющихся партнёрами Европейской библиотеки.

## Финансирование и право собственности
TEL финансирует её организатор, Конференция директоров национальных библиотек Европы (CENL). Разработка и ведение портала осуществляется Королевской библиотекой Нидерландов в Гааге. Программный директор — Джилл Казинс (Jill Cousins).

## Партнеры
48 Национальных библиотек, участвующих в проекте TEL:

| - Австрия: Österreichische Nationalbibliothek - Азербайджан: Mirzə Fətəli Axundov adına Azərbaycan Milli Kitabxanası - Албания: Biblioteka Kombëtare e Shqipërisë - Армения: Հայաստանի Ազգային գրադարան - Бельгия: Koninklijke Bibliotheek België - Болгария: Национална библиотека «Свети Свети Кирил и Методий» - Босния и Герцеговина: Nacionalna i univerzitetska biblioteka Bosne i Hercegovine - Ватикан: Bibliotheca Apostolica Vaticana - Венгрия: Országos Széchényi Könyvtár - Германия: Deutsche Nationalbibliothek - Греция: Εθνική Βιβλιοθήκη - Грузия: საქართველოს პარლამენტის ეროვნული ბიბლიოთეკა - Дания: Det Kongelige Bibliotek - Ирландия: Leabharlann Náisiúnta na hÉireann - Исландия: Landsbókasafn Íslands — Háskólabókasafn - Испания: Biblioteca Nacional de España - Италия, Рим: Biblioteca Nazionale Centrale di Roma - Италия, Флоренция: Biblioteca Nazionale Centrale di Firenze - Кипр: Κυπριακή Βιβλιοθήκη - Латвия: Latvijas Nacionālā bibliotēka - Литва: Lietuvos nacionalinė Martyno Mažvydo biblioteka - Лихтенштейн: Liechtensteinische Landesbibliothek - Люксембург: Bibliothèque nationale de Luxembourg | - Мальта: Bibljoteka Nazzjonali ta' Malta - Молдавия: Biblioteca Naţională a Republicii Moldova - Нидерланды: Koninklijke Bibliotheek - Норвегия: Nasjonalbiblioteket - Польша: Biblioteka Narodowa - Португалия: Biblioteca Nacional de Portugal - Россия, Москва: Российская государственная библиотека - Россия, Санкт-Петербург: Российская национальная библиотека - Румыния: Biblioteca Naţională a României - Сан-Марино: Biblioteca di Stato e Beni Librari - Северная Македония: Nacionalna i univerzitetska biblioteka Sv. Kliment Ohridski - Сербия: Народна библиотека Србије / Narodna biblioteka Srbije - Словакия: Slovenská národná knižnica - Словения: Narodna in univerzitetna knjižnica - Соединённое Королевство: British Library - Турция: Millî Kütüphane - Украина: Національна бібліотека України імені В.І. Вернадського - Финляндия: Kansalliskirjasto - Франция: Bibliothèque nationale de France - Хорватия: Nacionalna i sveučilišna knjižnica u Zagrebu - Черногория: Центральная народная библиотека Черногории - Чехия: Národní knihovna Ceské republiky - Швейцария: Swiss National Library - Швеция: Kungliga biblioteket - Эстония: Eesti Rahvusraamatukogu |

Научные библиотеки, участвующие в проекте «Библиотеки Европеаны» (Europeana Libraries), которые присоединятся к Европейской библиотеке в 2011 году:
| - Bavarian State Library - Hungarian Parliament Library - National Library of Wales - Romanian Academy Library - Trinity College Dublin - Universidad Complutense de Madrid - University of Belgrade - University of Berne - University College of London - University of Ghent | - University of Leuven - University of Lund - University of Oxford - University of Sibiu - University of Tartu - University of Uppsala - University of Vienna - Wellcome Trust Library - Zentralbibliothek Zürich |